# Кадирова Жанна Ельфатівна
Жанна Ельфатівна Кадирова (нар. 7 липня 1981 року, Бровари) — українська художниця та скульпторка. Лавреатка Національної премії України імені Тараса Шевченка 2025 року.

## Біографія
Народилася 7 липня 1981 року у Броварах. За словами художниці, її батько родом з Башкортостану, а мати — з села Забарівка Чернігівської області. 1999 року закінчила відділення скульптури Державної художньої середньої школи імені Тараса Шевченка (викладачами були Л. Петровська, Г. Хусід).
Учасниця гурту Р.Е.П. (Революційний Експериментальний Простір), яка виникла під час української Помаранчевої революції у Києві 2004 року. До її складу також входять художники: Микита Кадан, Анатолій Бєлов, Ксенія Гнилицька, Володимир Кузнєцов, Ярослав Коломійчук, Лада Наконечна, Леся Хоменко, Артур Бєлозьоров, Саша Макарська, Віктор Харкевич, Леся Целованська, Володимир Щербак, Аліна Якубенко, Кирило Гриньов.
Виступала у музичному проєкті Penoplast.
Працювала кураторкою виставок у київському мистецькому просторі LabGarage.
Навесні 2022 року переїхала у Закарпаття, але повернулася в Київ, де живе і працює.

## Творчість
Дебютувала Кадирова в 2002 році у груповій виставці «Блакитна глина», що проходила у галереї Гельмана в Києві. На ній вона представила перформанс «Синій кінь» а також «Місячні кролики».
Першою персональною виставкою (разом з Лесею Хоменко) стала «Помаранчеве літо II», що пройшла у 2005 році у галереї «Ріджина», Москва.
У той же час Кадирова почала працювати з кахлями, що стали її «візитівкою». У 2004 вона створила з цементу і кахлів скульптуру «Сантехнік Толя».
Принесла відомість Кадировій виставка «Діаманти» 2006 року (разом з Андрієм Сагайдаковським) у Центрі сучасного мистецтва при НаУКМА. Скульптури являють собою дорогоцінні камені, зроблені з кахлів, цементу і монтажної піни.
У схожій техніці виконані скульптури, що зображують сміття — зім'ята пачка цигарок, огризок яблука, чайний пакетик. У деяких з них також використовувалася цегляна кладка. Ці скульптури були створені в період з 2005 по 2010 рік.
У 2009 році, також з кахлів і цементу, була створена знакова робота «Пам'ятник новому пам'ятнику», публічна скульптура що була встановлена в місті Шаргород.

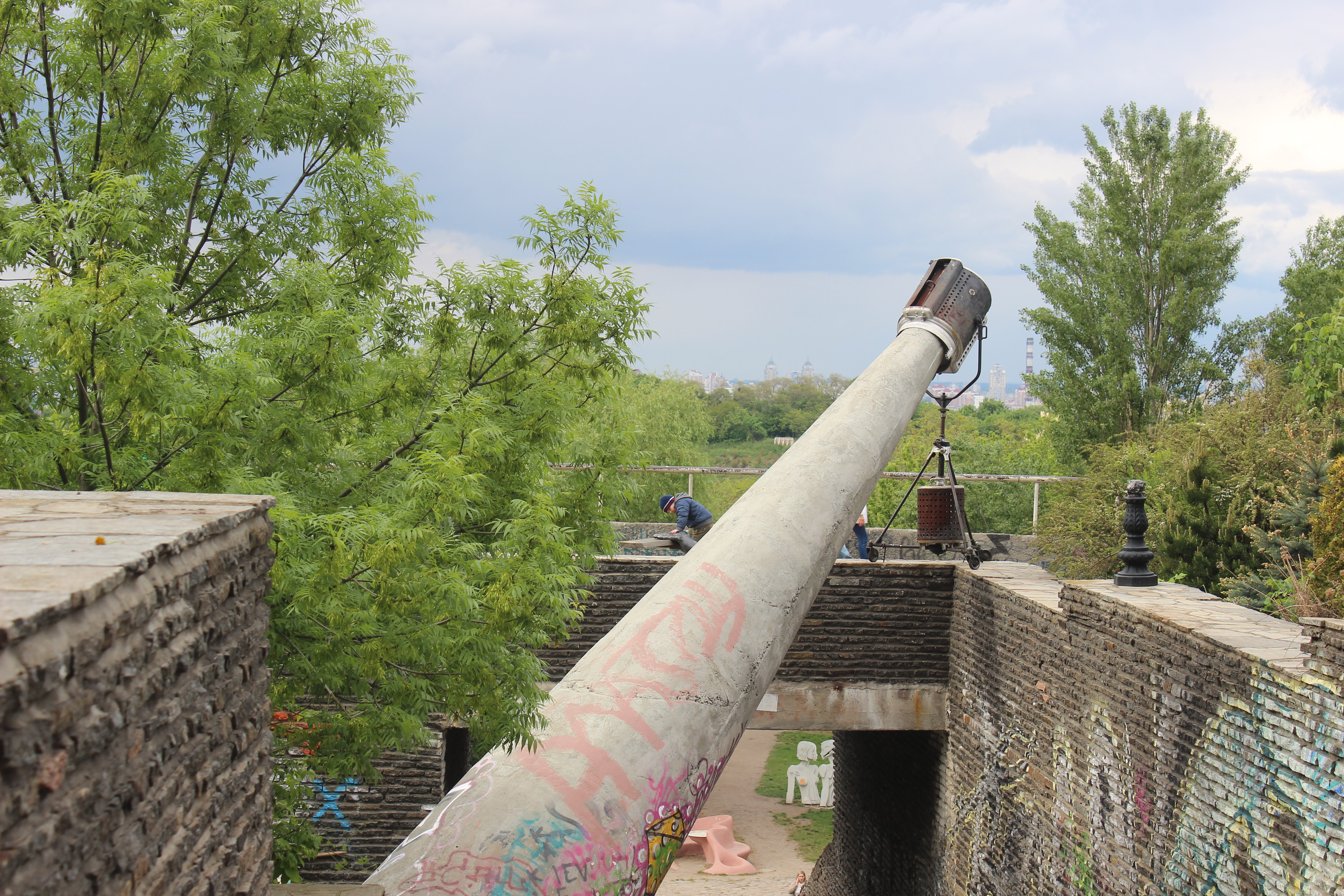
Скульптура «Форма світла»

В цей час Кадирова починає активно працювати з міським простором. Прикладами такої праці є проєкт «Заповнення», в якому вона буквально заповнювала кахельними плитками різноманітні отвори, тріщіни і проломи у міських будівлях, і серію скульптур «Знаки», що являли собою видозмінені дорожні знаки. Цегляно-кахлева скульптура 2010 року «Яблуко» встановлена в Пермі. Скульптура 2011 року «Форма світла» виставлена на Пейзажній алеї у Києві, і також у Києві знаходяться кілька скульптур з серії «Лавки—графіки», які дійсно є лавками на яких можна сидіти . Загалом близько 15 робіт скульпторки встановлено в публічному просторі.
Загалом у Кадирової відбулося понад три десятки персональних виставок, і понад 130 групових. Виставки проходили у Києві, Москві, Празі, Чикаго, Нью-Йорку, Варшаві, Відні, Стокгольмі, Маямі, Шаргороді, Будапешті, Амстердамі, Стамбулі, Пермі, Харкові, Греноблі, Мюнхені, Парижі, Донецьку, Мурманську, Білостоку, Тернополі, Берліні, Любліні, Любляні, Клагенфурті, Лондоні, Дюссельдорфі, Венеції, Лейпцигу, Карлсруе, Канську, Вінниці, Женеві, Одесі, Бішкеку, Равенні, Гавані, Монте-Карло, Сан-Паулу, Львові, Которі.
Кадирова представляла Україну на Венеційській бієнале 2013, 2015 і 2022 року, Московській бієналє 2013 року.
Окрім кахлів, бетону і цегли, скульпторка працювала з природнім камінням, черепицею, асфальтом, в тому числі розміщала частини дорожнього покриття в галереї (Data Extraction, 2011), малювала картини фломастерами (проєкт Фломореалізм), створювала колажі (Натовп, 2012) і перформанси.
Жанна Кадирова неодноразово брала активну участь у симпозіумах сучасного мистецтва що відбувалися на острові Бірючий. Там знаходяться кілька її скульптур.

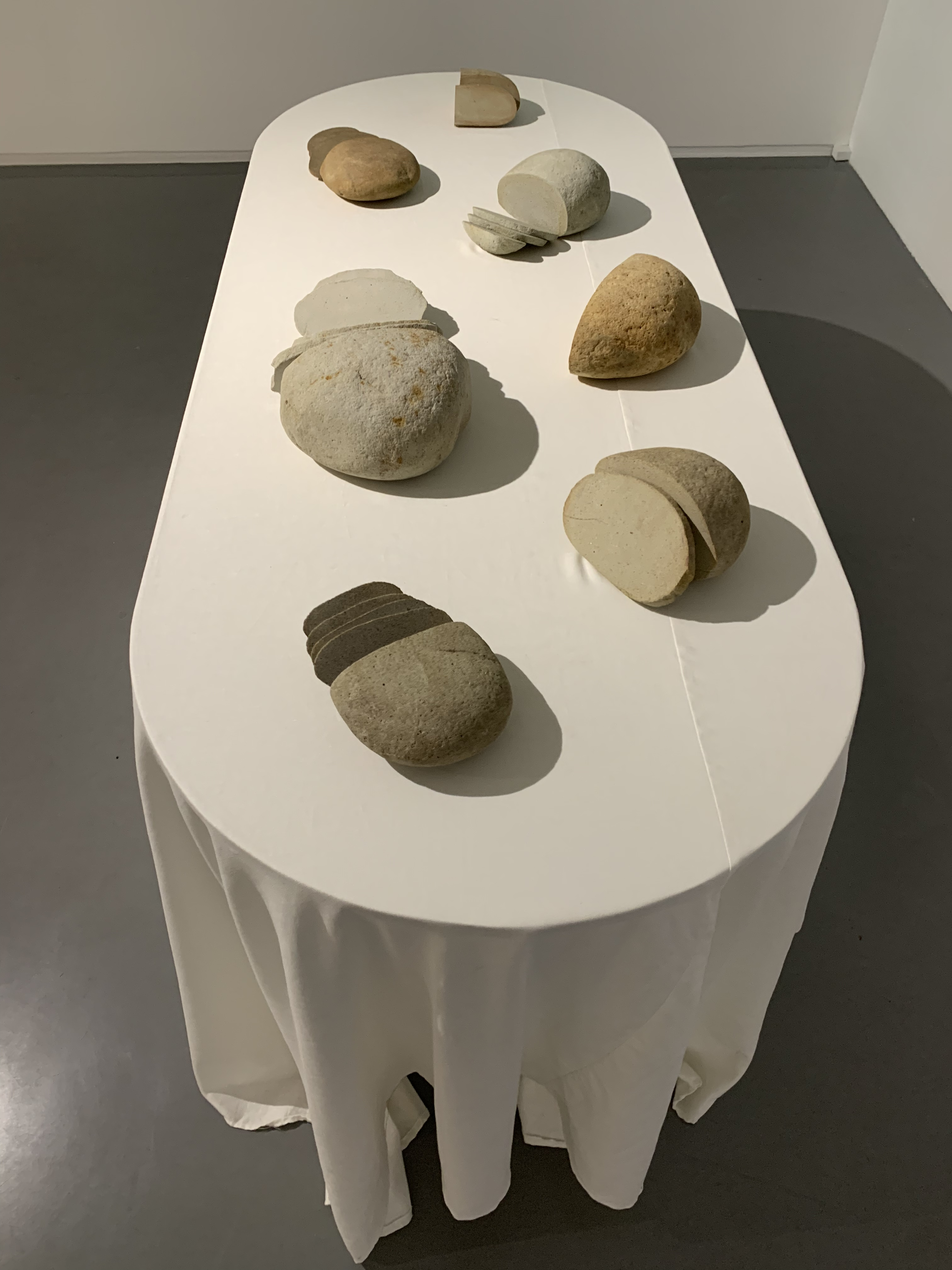
Скульптурна серія «Паляниця»

Після початку повномасштабного вторгнення Росії в Україну Кадирова створила багато робіт, що осмислюють цю подію.
Наприклад, серію Russian Rocket 2022 — стікерів у вигляді пролітаючих російських ракет, які наклеюються на вікна будівель або транспорту в Європі, і створюють візуальну ілюзію прольоту ракети за вікном або вишитих картин на тему повітряної тривоги.
У межах 59-ї Венеційської бієнале (2022) у галереї Galleria Continua пройшла виставка Жанни Кадирової «Паляниця» (Palianytsia). Кам'яні елементи скульптури продавалися на вагу, а отримані гроші збиралися для допомоги українській армії. Таким чином було зібрано понад 230 тисяч євро.

### Основні твори
За ЕСУ: серія «Діаманти» (2006); композиції — «Лимон», «Мушля», «Апельсини», «Лавки-графіки» (обидві — Київ; усі — 2008), «Дрова», «Пам’ятник новому пам’ятнику» (м. Шаргород Вінн. обл.; обидві — 2009), «Букет», «Вази і квіти», «Яблуко» (м. Перм; усі — 2010), «Вічна клумба», «Форма світла» (Пейзажна алея у Києві; обидві — 2011).

## Нагороди
- 2004 — 1-а премія Всеукраїнського бієнале актуальних мистецтв (Київ)[1]
- 2011 — спеціальна премія PinchukArtCentre
- 2012 — Премія імені Казимира Малевича[3]
- 2012 — Премія Сергія Курьохіна в номінації Мистецтво в громадському просторі (паблік-арт) за роботу «Форма світла»[29].
- 2012 — Гран-прі фестивалю сучасної скульптури Kiev Sculpture Project[10]
- 2013 — головна премія PinchukArtCentre[3]
- 2014 — спеціальна премія Future Generation Art Prize
- 2018 — Miami Beach Pulse Prize[30]
- 2025 — Національна премія України імені Тараса Шевченка у галузі візуального мистецтва, за виставку «Траєкторії польотів»[31]